# Спас-Суходрев
Спас-Суходрев (рос. Спас-Суходрев) — присілок в Малоярославецькому районі Калузької області Російської Федерації.
Населення становить 6 осіб. Входить до складу муніципального утворення Присілок Єрденєво.

## Історія
Від 2004 року входить до складу муніципального утворення Присілок Єрденєво.

## Населення
| 2002 | 2010 |
| ---- | ---- |
| 6    | →6   |